# دیسککتومی
دیسککتومی (به انگلیسی: Discectomy)به عمل جراحی جهت خارج نمودن قسمتی از دیسک بین مهره‌ای برای برطرف نمودن فتق دیسک بین مهره‌ای و کاهش فشار از روی ریشه عصب یا طناب نخاعی گفته می‌شود. همچنین دیسککتومی کمر عملی است که در طی آن دیسک آسیب دیده از کنار عصب بریده می‌شود.

## دیسککتومی اندوسکوپیک
در این روش با کمک فلوئوروسکوپی و تجهیزات آندوسکوپی، دیسکی که دچار پارگی یا فتق شده برداشته می‌شود یا از طریق لیزر اندازه آن کوچک می‌گردد.

## میکرودیسککتومی
این جراحی با کمک میکروسکوپ انجام می‌شود. تفاوت مهم این جراحی با انوع قبلی در این است که لامینکتومی صورت نمی‌گیرد یعنی لامینا برداشته نمی‌شود بلکه لامینای مهره‌های بالا و پایین از هم دور شده و جراح با استفاده از وسایل خاص از فضای بین آنها به داخل کانال نخاعی رفته و بقیه جراحی را مانند قبل انجام می‌دهد.